# Куроиси (княжество)
Княжество Куроиси (яп. 黒石藩  Куроиси-хан) — феодальное княжество (хан) в Японии периода Эдо (1809—1871), в провинции Муцу региона Тосандо на севере острова Хонсю (современная префектура Аомори). Дочернее княжество Хиросаки-хана.

## История княжества
Административный центр княжества: форт Куроиси (современный город Куроиси, префектура Аомори).
Доход хана: 10 000 коку риса
История княжества Куроиси-хана началась в 1656 году, когда хатамото Цугару Нобуфуса (1620—1662), второй сын даймё княжества Хиросаки Цугару Нобухиры (1607—1631), получил во владение поместье с доходом в 5 000 коку. 3-й даймё Хиросаки-хана Цугару Нобуёси, старший сын и преемник Цугару Нобухиры, был сыном от первой жены, дочери Исида Мицунари. Позднее Цугару Нобухира, чтобы укрепить связи с сёгунатом, женился на племяннице первого сёгуна Токугава Иэясу, от брака с которой у него родился сын Нобуфуса. После вторичной женитьбы статус первой жены Нобухиры был понижен, она стала наложницей. В дальнейшем среди старших вассалов рода Цугару произошел раскол: одни поддерживали кандидатуру старшего сына от наложницы Нобуёси, а другие, которых было большинство, выступали в пользу младшего сына Нобуфусы. В 1634 году борьба внутри рода Цугару привела к Волнению Фунабаси, которое было подавлено только при содействии сёгуната Токугава и привело к эмиграции ряда сторонников Нобуфусы в 1636 году.
В 1647 году в Хиросаки-хане произошел новый мятеж, известный как Волнение Сехо, когда оставшиеся сторонники Нобуфусы потребовали, чтобы его старший брат Цугару Нобуёси, обвиняемый в чрезмерном употреблении алкоголя и распущенности, отказался от власти в пользу своего младшего брата. Ситуация была частично решена путём создания дочернего княжества Куроиси-хана для Цугару Нобуфусы. После смерти Нобуфусы рисовый доход удела был сокращен до 4 000 коку. Потомки хатамото Цугару Нобуфусы управляли доменом вплоть до 1871 года.
В 1809 году сёгунат Токугава в рамках соглашения с даймё Хирсаки-хана Цугару Ясутики увеличил рисовый доход Куроиси-хана на 6 000 коку. Общий рейтинг в размере 10 000 коку позволили правителям княжества перейти из хатамото в даймё. 8-й хатамото Цугару Тикатари (1788—1849), правивший с 1805 года, в апреле 1809 году стал 1-м даймё Куроиси-хана. В 1825 году Цугару Тикатари уступил власть в княжестве своему приёмному сыну Цугару Юкицугу (1825—1839). В 1839 году после вынужденной отставки 10-го даймё Хиросаки-хана Цугару Нобуюки Цугару Юкицугу стал 11-м даймё Хиросаки-хана, передав власть в Куроиси-хане своему приёмному младшему брату Цугару Цугуясу (1839—1851). В 1851 году ему наследовал Цугару Цугумити (1851—1871), второй сын 10-го даймё Хиросаки-хана Цугару Нобуюки.
Во время Войны Босин (1868—1869) 4-й даймё Цугару Цугумити первоначально поддерживал Северный союз, но затем перешел на сторону императорского правительства Мэйдзи и вместе с силами Хиросаки-хана участвовал в битвах при Нохедзи против Мориока-хана и Хатинохэ-хана. В дальнейшем Куроиси-хан участвовал в военных действиях на острове Хоккайдо против Республики Эдзо.
В июле 1871 года Куроиси-хан был ликвидирован. Первоначально княжество было переименовано в префектуру Куроиси, а в сентябре того же 1871 года вошло в состав недавно созданной префектуры Аомори. После отмены системы хан Цугару Цугумити получил титул виконта (сисяку) и стал членом высшей палаты пэров.

## Правители княжества
- Род Цугару, 1809—1809 (тодзама-даймё)

| № | Имя             | Имя       | Годы правления | Годы жизни  | Примечания                                                                      |
| - | --------------- | --------- | -------------- | ----------- | ------------------------------------------------------------------------------- |
| 1 | Цугару Тикатари | 津軽 親足 | 1809 — 1825    | 1788 — 1849 | Четвертый сын Куроды Наоюки, усыновлён Цугару Цунэтоси                          |
| 2 | Цугару Юкицугу  | 津軽 順承 | 1825 — 1839    | 1800 — 1865 | Пятый сын Мацудайры Нобуакиры, усыновлён 1-м даймё Куроиси-хана Цугару Тикатари |
| 3 | Цугару Цугуясу  | 津軽承保  | 1839 — 1851    | 1821 — 1851 | Второй сын Цугару Тикатари                                                      |
| 4 | Цугару Цугумити | 津軽承叙  | 1851 — 1871    | 1840 — 1903 | Сын Цугару Нобуюки, усыновлён Цугару Цугуясу                                    |